# Robinson Crusoe (2016)
Robinson Crusoe (bra: As Aventuras de Robinson Crusoé; prt: Robinson Crusoé) é um filme de animação belgo-francês de 2016, dos gêneros aventura e comédia, dirigido por Vincent Kesteloot e Ben Stassen. O filme é baseado no romance de 1719, Robinson Crusoe, de Daniel Defoe.

## Sinopse
Em uma pequena e exótica ilha, Tuesday, um papagaio pensa que viver naquele paraíso é muito pouco para ele, e está amadurecendo seu desejo de conhecer o mundo. Depois de uma violenta tempestade, a ilha recebe um refugiado: Robinson Crusoe. O que começa com um jogo de interesses, já que o pássaro vê no rapaz um bilhete para fora da ilha, e o rapaz, em Tuesday, uma forma de sobreviver naquele lugar, vai se desenvolver para uma profunda relação de amizade e companheirismo que vai ensinar aos dois o poder da parceria.[carece de fontes?]

## Elenco
| Personagem                  | Vozes Originais       | Vozes Brasileiras |
| --------------------------- | --------------------- | ----------------- |
| Robinson Crusoé             | Yuri Lowenthal        | Danton Mello      |
| Papagei Dienstag / Mak      | David Howard Thornton | Manolo Rey        |
| Tapir Rosie                 | Laila Berzins         | Mabel Cezar       |
| Ziegenbock Zottel / Scrubby | Joey Camen            | Rodrigo Oliveira  |
| Stachelschwein / Epi        | Sandy Fox             | Ana Lucia Menezes |
| Carmello                    | Colin Metzger         | Márcio Simões     |
| Kiki                        | Marieve Herington     | Miriam Ficher     |
| Pango                       | Jeff Doucette         | Daniel Müller     |
| Ping / May                  | Debi Tinsley          | Luisa Viotti      |
| Pong / Mal                  | Jeff Doucette         | Claudio Galvan    |
| Edgar / Aynsley             | Doug Stone            | Marco Ribeiro     |
| Rufus                       | Joe Ochman            | Guto Nejaim       |
| Cecil                       | Michael Sorich        | Cafi Balloussier  |
| Tom Cat                     | Kyle Hebert           | Ricardo Rossatto  |
| Long John Silver            | Carlos Alazraqui      | Isaac Bardavid    |
| Sailor #1                   | Joe Ochman            | Marcelo Sandryini |
| Sailor #2                   | Lex Lang              | Hercules Franco   |

## Recepção
O filme recebeu críticas negativas dos críticos. No Rotten Tomatoes, o filme tem uma classificação de aprovação de 16%, com base em 52 críticas, com uma classificação média de 4.2 / 10. O consenso crítico do site diz "The Wild Life usa seu material de origem clássico como um trampolim tímido para uma experiência colorida, animada, mas essencialmente vazia, que apenas os mais jovens espectadores acharão divertidos ".